# Freccia del Brabante 2012
La Freccia del Brabante 2012, cinquantatreesima edizione della corsa, valida come evento del circuito UCI Europe Tour 2012 categoria 1.HC, fu disputata l'11 aprile 2012 per un percorso di 195,7 km. Fu vinta dal francese Thomas Voeckler, al traguardo in 4h49'07" alla media di 40,61 km/h.
Furono 44 i ciclisti che portarono a termine il percorso.

## Squadre e corridori partecipanti
| N.      | Cod. | Squadra                       |
| ------- | ---- | ----------------------------- |
| 1-8     | BMC  | BMC Racing Team               |
| 11-18   | KAT  | Katusha Team                  |
| 21-28   | LIQ  | Liquigas-Cannondale           |
| 31-38   | LOT  | Lotto-Belisol U23             |
| 41-48   | OPQ  | Omega Pharma-Quickstep        |
| 51-58   | RAB  | Rabobank Cycling Team         |
| 61-68   | GRS  | Garmin-Sharp                  |
| 71-78   | RNT  | RadioShack-Nissan             |
| 81-88   | SAX  | Team Saxo Bank                |
| 91-98   | VCD  | Vacansoleil-DCM               |
| 101-108 | ACC  | Accent Jobs-Willems Veranda's |
| 111-118 | ACG  | Andalucía                     |

| N.      | Cod. | Squadra                      |
| ------- | ---- | ---------------------------- |
| 121-128 | CSS  | Champion System              |
| 131-138 | COL  | Colombia-Coldeportes         |
| 142-148 | FAR  | Farnese Vini-Selle Italia    |
| 151-158 | LAN  | Landbouwkrediet-Euphny       |
| 161-168 | ARG  | Argos-Shimano                |
| 171-178 | RVL  | RusVelo                      |
| 181-188 | EUC  | Team Europcar                |
| 191-198 | APP  | Team NetApp                  |
| 201-208 | SPI  | SpiderTech powered by C10    |
| 211-218 | TSV  | Topsport Vlaanderen-Mercator |
| 221-228 | UHC  | UnitedHealthcare             |

## Ordine d'arrivo (Top 10)
| Pos. | Corridore         | Squadra      | Tempo    |
| ---- | ----------------- | ------------ | -------- |
| 1    | Thomas Voeckler   | Europcar     | 4h49'07" |
| 2    | Óscar Freire      | Katusha      | a 1'11"  |
| 3    | Pieter Serry      | Topsport Vl. | s.t.     |
| 4    | Fabio Duarte      | Colombia     | a 1'14"  |
| 5    | Greg Van Avermaet | BMC          | a 1'17"  |
| 6    | Alex Howes        | Garmin       | s.t.     |
| 7    | Jelle Vanendert   | Lotto        | s.t.     |
| 8    | Dries Devenyns    | Omega Pharma | s.t.     |
| 9    | Laurens ten Dam   | Rabobank     | a 1'27"  |
| 10   | Michael Matthews  | Rabobank     | a 1'54"  |